# Begoña Tundidor
Victoria Begoña Tundidor Moreno, née le 26 juin 1963, est une femme politique espagnole membre du Parti socialiste ouvrier espagnol (PSOE).
Elle est élue députée de la circonscription de Malaga lors des élections générales de juin 2016.

## Biographie

### Vie privée
Elle est mariée.

### Études d'infirmière
Elle réalise ses études à l'École universitaire de Soria, en Castille-et-León, et obtient son diplôme d'infirmière. Entre 1985 et 1991, elle travaille à Cordoue, aussi bien dans des résidences sanitaires que des centres de santé et des services hospitaliers, puis dans la province de Las Palmas à l'unité de laboratoire de l'hôpital de Fuerteventura. Elle revient en Andalousie en 1991 et exerce en pédiatrie à l'hôpital régional de Malaga dans le service des soins intensifs, celui des maladies infectieuses et auto-immunes et celui de l'hospitalisation à domicile. Entre 2000 et 2009, elle est travaille auprès des patients suivis par le service de l'assistance continue. En 2015, elle est promue sous-directrice des soins infirmiers et de la protection citoyenne des deux hôpitaux publics de la ville de Malaga.
Elle enseigne aussi les pratiques cliniques à l'hôpital universitaire Virgen de la Victoria et à l'université de Malaga. Elle a rédigé trois manuels sur les soins palliatifs et pédiatriques.

### Haute-fonctionnaire andalouse
Le 6 août 2015, elle est nommée déléguée territoriale à l'Égalité, à la Santé et à la Politique sociale dans la province de Malaga par Manuel Jiménez Barrios, vice-président et conseiller de la Présidence et de l'Administration locale de la Junte d'Andalousie. Elle remplace Daniel Pérez devenu conseiller municipal de Malaga,.

### Députée nationale
Lors des élections générales anticipées de juin 2016, elle est investie en deuxième position sur la liste conduite par Miguel Ángel Heredia dans la circonscription de Malaga, en remplacement de Pilar Serrano qui refuse de se porter candidate pour « raisons personnelles », et abandonne alors son poste administratif pour mener campagne. Élue députée au Congrès des députés avec trois autres de ses collègues, elle est membre de la commission des Droits de l'enfance et de l'adolescence et de la commission pour les Politiques d'intégration du handicap. Elle est porte-parole adjointe à la commission de la Sécurité routière et des Déplacements durables ainsi que porte-parole titulaire à celle de la Santé et des Services sociaux.